# Norrbottens Stora Pris
Norrbottens Stora Pris är ett travlopp för varmblod som körs varje år i juni i samband med att Bodentravet anordnar V75. Förstapris i loppet är på 1 miljon kronor. Loppet körs över distansen 2140 meter med autostart (bilstart). Det är ett Grupp 1-lopp, det vill säga ett lopp av högsta internationella klass.
Loppet kördes första gången den 16 juni 2007. Förstapriset var då 500 000 kronor och premiärvinnaren var Digger Crown med Erik Adielsson på det nya banrekordet 1.12,0. Loppet har dock funnits sedan 1954 men kördes tidigare under namnet Top of Europe Trot.
När Propulsion segrade i loppet för andra året i rad 2017 gjorde han detta på nytt banrekord på Bodentravet med segertiden 1.10,8. Propulsion segrade även i 2018 och 2019 års upplagor av loppet. Detta innebar att han, och kusken Örjan Kihlström har vunnit loppet fyra år i rad, vilket är rekord. Propulsion fråntogs senare segrarna då det framkommit att han varit nervsnittad i sina hovar och ej varit startberättigad.

## Vinnare Norrbottens Stora Pris
| År   | Häst            | Kusk               | Tränare              | Tid    | Tvåa             | Trea               |
| ---- | --------------- | ------------------ | -------------------- | ------ | ---------------- | ------------------ |
| 2024 | Francesco Zet   | Örjan Kihlström    | Daniel Redén         | 1.10,7 | Castor the Star  | Great Skills       |
| 2023 | Francesco Zet   | Örjan Kihlström    | Daniel Redén         | 1.11,0 | Just Believe     | Mellby Jinx        |
| 2022 | Don Fanucci Zet | Örjan Kihlström    | Daniel Redén         | 1.13.7 | Born Unicorn     | Phoenix Photo      |
| 2021 | Who's Who       | Örjan Kihlström    | Pasi Aikio           | 1.11,3 | Very Kronos      | Moni Viking        |
| 2020 | Antonio Tabac   | Mika Forss         | Jörgen Westholm      | 1.11,1 | Makethemark      | Stoletheshow       |
| 2019 | Makethemark     | Ulf Ohlsson        | Petri Salmela        | 1.12,0 | Muscle Hustle    | Milliondollarrhyme |
| 2018 | Makethemark     | Björn Goop         | Petri Salmela        | 1.11,4 | Arazi Boko       | Call Me Keeper     |
| 2017 | Oasis Bi        | Kim Eriksson       | Stefan P. Pettersson | 1.10,8 | In Vain Sund     | Nadal Broline      |
| 2016 | Sauveur         | Åke Lindblom       | Åke Lindblom         | 1.11,8 | On Track Piraten | Nimbus C.D.        |
| 2015 | El Mago Pellini | Adrian Kolgjini    | Lutfi Kolgjini       | 1.12,6 | Panne de Moteur  | On Track Piraten   |
| 2014 | Nahar           | Robert Bergh       | Robert Bergh         | 1.11,8 | Raja Mirchi      | Beer Summit        |
| 2013 | Nahar           | Robert Bergh       | Robert Bergh         | 1.12,1 | You Bet Hornline | Sanity             |
| 2012 | Sanity          | Johnny Takter      | Malin Löfgren        | 1.11,6 | Nahar            | Noras Bean         |
| 2011 | Yarrah Boko     | Ulf Ohlsson        | Trond Anderssen      | 1.13,0 | Wellino Boko     | Noras Bean         |
| 2010 | Torvald Palema  | Åke Svanstedt      | Åke Svanstedt        | 1.13,9 | Marshland        | S.J's Photocopy    |
| 2009 | Global Glide    | Åke Svanstedt      | Åke Svanstedt        | 1.12,1 | Scarlets Aino    | Intoxicated        |
| 2008 | Giant Superman  | Fredrik B. Larsson | Fredrik B. Larsson   | 1.12,4 | Digger Crown     | Glen Kronos        |
| 2007 | Digger Crown    | Erik Adielsson     | Stig H. Johansson    | 1.12,0 | Giant Superman   | Super Light        |

## Vinnare Top Of Europe Trot
| År   | Häst              | Tvåa             | Trea             |
| ---- | ----------------- | ---------------- | ---------------- |
| 2006 | Crown Kemp        | Colour August    | Bellman Töll     |
| 2005 | Malabar Circle Ås | Naglo            | Hilda Zonett     |
| 2004 | Top Guard         | Self Timer       | Hilda Zonett     |
| 2003 | Hilda Zonett      | Self Timer       | Prince Apanage   |
| 2002 | Exchequer         | Mastery          | Candle Light     |
| 2001 | Holm Nicke        | Mastery          | Dexter Frontline |
| 2000 | Guenoso           | Max Ferrari      | Scandal Play     |
| 1999 | Prince R.S.       | Jupiter Hornline | Pamir Whitney    |
| 1998 | Remington Crown   | Brandy Peter     | Mr Drew R.L.     |
| 1997 | Scandal Play      | Jonas Laukko     | Serena           |
| 1996 | Go On Royal       | Scandal Play     | Prince R.S.      |
| 1995 | Isla J.Brave      | Go On Royal      | Jonas Laukko     |
| 1994 | Let Me Fly        | Fighter Hornline | Hang Five        |
| 1993 | Snabb             | Västerbo Gracias | Bonnie Factor    |
| 1992 | Bowls Lady        | Bowspirit        | White Arrow      |
| 1991 | The Big Apple     | Mowgli Prophet   | Bye Bye Rozz     |
| 1990 | Bye Bye Rozz      | New Action       | Rocky Greves     |
| 1989 | Kördes ej         |                  |                  |
| 1988 | Lord Quick        | Big Spender      | Legend Ribb      |
| 1987 | Amos Dote         | Big Spender      | Keyson Jons      |
| 1986 | Oki Rogue         | Lancio Doro      | Glitterman       |
| 1985 | Diva Lill         | Beauty Lion      | Greve Brunn      |
| 1984 | Le Grand Moulin   | Worthy Roy       | Mojje V.         |
| 1983 | Egon Pan          | Spring Turf      | Digar Gundalf    |
| 1982 | Al Joe            | Toreadoren       | Dun Bunter       |
| 1981 | Zarella           | Opus Red         | Jaggo Kryss      |
| 1980 | Al Joe            | Oki Way          | First Harold     |